# Mario Farneti
Mario Farneti (né le 19 janvier 1950 à Gubbio, dans la province de Pérouse, Ombrie) est un écrivain et journaliste italien.

## Biographie
Mario Farneti vient d'une famille d'antiquaires et a exercé ce métier pour une longue période de sa vie.
De 1961 à 1983 il a vécu à Fano dans les Marches où il a été l’un des fondateurs, au début des années 1970, d'une des premières télévisions libres en Italie : Tele Fano à laquelle ajouta, par la suite, Radio Fano. Passionné d'expérimentation dans les télécommunications, il est radioamateur depuis 1970. Père de quatre fils, il vit à Rome depuis 1983 où il travaille auprès d'une agence télévisée internationale. Il a fréquenté l'Université d'Urbino « Carlo-Bo » où il a passé la maîtrise en science politique. Au début des années 1990, il a publié plusieurs essais sur les traditions de sa ville natale et a réalisé des documentaires télévisés dont Canto d’Iride qui traite de la vie et des œuvres du maître de la faïence de la Renaissance Maître Giorgio Andreoli.
En 1989 et en 1991, il a occupé une des premières places lors du Prix J.R.R. Tolkien pour la prose fantastique. Sa notoriété remonte à 2001 grâce au roman d'histoire alternative Occidente, recensé par The Times (le 5 mai 2001); ce roman a soulevé des polémiques dans le domaine littéraire car il a été accusé, dans des forums et lors de certains congrès, de célébration du fascisme. Un article du Monde Diplomatique cite l'ouvrage comme supportant des thèses d'Extrême-Droite et plus spécifiquement fascisantes.
Cette œuvre a inspiré une série de bandes dessinées, Gli Albi di Occidente, publiée par Cagliostro E-Press. La bande dessinée a soulevé les mêmes critiques que celles des romans étant, elle aussi, accusée d’avoir une empreinte fasciste.
L'écrivain a cependant confirmé de n’avoir jamais eu des intentions politiques mais uniquement culturelles et à ce propos il a déclaré qu'à son avis la culture ne peut pas être de droite ni de gauche ("Gli Albi di Occidente" n. 3, p. 2, juin 2008).
En 2005, son deuxième roman de la série, Attacco all’Occidente, a remporté le Prix national de prose fantastique Le Ali della Fantasia.
Le troisième roman de la série, Nuovo Impero d’Occidente, est sorti début 2006.
En novembre 2009, il a publié un nouveau roman d'histoire alternative ou uchronie intitulé Imperium Solis, dont le protagoniste est Julien (empereur romain) (IVe siècle). 
Grâce à l'intervention divine, Julien ne meurt pas en bataille à Ctesifonte dans le territoire des Parthes (363 ap. J.-C.), mais il se sauve et il réussit à fuir dans l'île lointaine de Hibernia (l'Irlande) où l'ami Lucio Domizio Claro l'attend au commandement d'une légion.
Avec cette dernière, il lèvera l’ancre vers l'île légendaire de Meropide, au-delà de l'océan Atlantique. Plus de mille ans avant Christophe Colomb, l'Empereur Julien colonisera l'Amérique et il fondra un nouvel empire puissant. Imperium Solis s'est placé parmi les cinq finalistes au Prix Acqui-Storia 2010 et au Prix Scanno - Section Narrative.  
Les romans de Mario Farneti sont publiés par Editrice Nord et, en version économique, par TEA.  
En 2005, le Président de la République lui a octroyé le titre de Cavalier de l'Ordre du Mérite de la République italienne.